# Tom-Tom et Nana (série télévisée d'animation)
Pour les articles homonymes, voir Tom-Tom et Nana (homonymie).
Tom-Tom et Nana (2019)
Tom-Tom et Nana est une série télévisée d'animation française en 52 épisodes, adaptée en décembre 1997 de la bande-dessinée à succès Tom-Tom et Nana du groupe de presse Bayard. Elle a été diffusée en France du 7 septembre au 19 novembre 1998 sur France 3 dans l'émission Les Minikeums, Canal J en 2005, France 5 dans Zouzous à partir du 30 juin 2011, France 4 dans Ludo à partir du 4 juillet 2009 sur Gulli et rediffusée sur TiJi.
La nouvelle série est diffusée sur la chaîne Télétoon+ depuis le 2 septembre 2019. La série originale est rediffusée depuis 2019 sur la chaîne YouTube Les Z'animés de Lagardère Studios.

## Les Personnages

### La famille Dubouchon
- Tom-Tom Dubouchon : le cadet des enfants et seul garçon de la famille, cancre, qui est fatigué par les excès de Nana. Le plus souvent, c'est lui qui élabore les plus grosses bêtises. Rusé et débrouillard, il a environ 9 ans.
- Nana Dubouchon : la benjamine, qui se laisse aller aux bêtises de Tom-Tom qu'elle admire autant que Marie-Lou. Elle a environ 7 ans. Son caractère, assez simplet au début, évolue ensuite vers une personnalité plus fofolle.
- Adrien Dubouchon : père des enfants et chef-cuisinier du restaurant. Souvent grincheux, il semblerait qu'il soit cependant un cuisinier renommé, couronné de nombreux prix, sa chouquette royale est célèbre.
- Yvonne Dubouchon : mère des enfants. Plus coulante que son mari mais tout aussi dépassée par les excentricités de ses enfants.
- Marie-Lou Dubouchon : l'adolescente aînée des enfants, amoureuse de Mémed dans une grande partie de la série (ce qui ne l'empêche pas de draguer d'autres jeunes hommes), elle est excédée par ses deux jeunes frère et sœur.
- Roberte Dubouchon : sœur d'Adrien et tante des enfants. Elle possède un canari et se passionne pour le ménage et les travaux scolaires. Elle est la personne que cherchent le plus à éviter les Dubouchon, mais elle arrive souvent à ses fins.

### Les employés et clients du restaurant
- Mélanie Lano : aide-cuisinière. Dans le tome 33, mama Marto sous-entend que son fils Gino a une relation amoureuse avec elle.
- Gino Marto : serveur originaire d'Italie, toujours très chic et pourvu d'une mère très excentrique et turbulente, mama Marto. Il aime beaucoup Tom-Tom et Nana, mais il lui arrive d'exploser devant leurs farces.
- M. Henri : client régulier d'une soixantaine d'années. Toujours très calme et posé lors des repas, il est capable le reste du temps d'une grande excentricité.
- Mme Poipoi : cliente régulière, elle est généralement accompagnée de monsieur Henri. Elle possède également un accent russe prononcé.
- M. Robert : client régulier, dîne souvent avec monsieur Henri et madame Poipoi.
- Mme Kellmer : cliente aime la voyance et la magie et est passionnée par les animaux. Cependant les parents Dubouchon l'évitent alors que les enfants adorent. Elle possède un très gros chien, Poussin, source de nombreux gags.
- M. Nénesse : client à l'allure de clochard.
- M. Rechignou : client exigeant. Une fois devenu riche, il déserte la Bonne Fourchette, lui préférant le chic Homard gracieux. Malgré son horrible caractère (qui s'assouplit au fil des tomes), les Dubouchon font tout pour le récupérer lors de ses — rares — visites, sans succès. Il travaille dans une entreprise de farces et attrapes, ce qui contraste avec son caractère rigide.
- Mme Mochu : cliente hautaine et particulièrement laide malgré tout le soin qu'elle porte à son apparence.
- Bouboule : Le fils de madame Mochu.
- M. Biscotte : client pratiquant le catch sous le pseudonyme de « Poigne de Béton ».
- M. Lachaise : client, remplaçant scolaire de monsieur Tabouret, qui se brouille avec Tom-Tom dès leur première rencontre.

### L'école
- Rémi Lepoivre : meilleur ami de Tom-Tom, d'origine Guadeloupéenne, faisant partie d'une famille très sportive. Bien qu'apparemment très bon élève à l'école, il est presque aussi turbulent que les enfants Dubouchon. On le connait car il ne peut pas se séparer de son chapeau vert.
- Sophie Moulinet : amie de Tom-Tom, reconnaissable à ses grosses lunettes et première de classe, fille de parents riches, parfois détestable. Il semble que Tom-Tom ait un petit béguin pour elle dans certaines histoires.
- Alexandre : camarade de classe de Tom-Tom avec qui il se bagarre régulièrement.
- Fatiah : amie de Nana, assez chipie.
- M. Albert Tabouret : instituteur de Tom-Tom, intraitable sur les fautes d'orthographe et les calculs, capable d'une excessive sévérité avec ses élèves, souvent injuste.

## Épisodes
1. La chasse aux bisous
2. La nuit des Molmoks
3. La télé-folie
4. La poubelle géante
5. Sacrée soirée !
6. Une toute petite course
7. La grande enquête
8. Le championnat de ménage
9. Un dimanche d'enfer
10. Panique à bord !
11. Danger : rentrée !
12. Vacances à Gazopoil
13. Panique à la cave
14. C'est Noël, on s'enguirlande !
15. Bonne Fête, Maman !
16. Les as de la photo
17. Des lunettes pour tous
18. L'affaire du squelette
19. Poésie d automne
20. Le cahier du malheur
21. La vidéo-folie
22. À bas les vacances !
23. La galette des fous
24. Amélie chérie
25. L'invitée modèle
26. La tempête Roberte
27. Le gang de la cave
28. La crise de boulichimie
29. Vite fait, bien fait
30. Star de choc
31. La reine des gommes
32. Le cahier interdit
33. Le trésor de la tante Roberte
34. Le chef des chefs
35. La bague de la bagarre
36. La fête de l'horreur
37. Des farces au menu
38. Le Bouzillator de Noël
39. Ici Radio-Casserole !
40. La frisée du réveillon
41. Jamais 2 sans 3 !
42. L'école des vacances
43. L'addition du siècle
44. Tchao, Tom-Tom !
45. La nuit des héros
46. Maudite robe de chambre !
47. La guerre des cartables
48. Le club des beautés
49. Le record du siècle
50. Quelle galère !
51. Départ en vacances
52. La pub de l'année

### Téléfilms
1. Mission : Tom-Tom et Nana
2. La Grande Parade des Lapins

## Distribution

### 1erdoublage(1998)
- Sophie Arthuys : Tom-Tom Dubouchon
- Dorothée Pousséo : Nana Dubouchon
- Vincent Jaspard : Adrien Dubouchon
- Emmanuelle Bougerol : Yvonne Dubouchon
- Sylvie Feit : Mélanie Lano, Tante Roberte
- Yves Barsacq : M. Henri
- Karine Monneau : Mme Poipoi
- Samantha Tollemer : Rémi Lepoivre
- Bénédicte Bosc : Marilou Dubouchon, Sophie Moulinet, Mme Lepoivre, Mme Kelmer, Fathia
- Stéphane Pouplard : Memed, Gino Marto, Opticien, M. Tabouret

### 2ddoublage(2005)
- Sophie Arthuys : Tom-Tom Dubouchon
- Marie-Charlotte Leclaire : Nana Dubouchon
- Paul Borne : Adrien Dubouchon, M. Henri
- Hélène Otternaud : Yvonne Dubouchon
- Sylvie Feit : Mme Poipoi
- Bénédicte Bosc : Marilou Dubouchon, Sophie Moulinet, Mme Lepoivre, Mme Kelmer, Fathia
- Stéphane Pouplard : Memed, Gino Marto, M. Tabouret
- Vanessa Parachou : Rémi Lepoivre

- Version originale
  - Studio d'enregistrement : ?
  - Direction artistique : Sylvie Feit (2d doublage)
  - Adaptation des dialogues : Jacqueline Cohen, Alain Jaspard, Michel Kiritzé-Topor, Évelyne Reberg